# Fülöpfalva
Fülöpfalva (ukránul: Пилипець [Pilipec]) Ukrajnában, Kárpátalján, a Huszti járásban.

## Fekvése
Huszttól északra, Alsóhidegpatak, Padóc, Rosztoka és Iszka közt fekvő település.

## Története
A település birtokosai a Teleki, Sztojka, Uray, Várady és Szathmáry családok voltak.
A 20. század elején Máramaros vármegye Ökörmezői járásához tartozott. 1910-ben 822 lakosából 5 magyar, 114 német, 702 ruszin volt. Ebből 704 görögkatolikus, 112 izraelita volt.
2020-ig a településnek két társközsége volt: Pedóc és Rosztoka.

## Nevezetességek
- Görögkatolikus temploma 1780-ban épült.
- A falutól 6 km-re található a Sipot (ukránul: Sipit) vízesés.

## Külső hivatkozások
- Fülöpfalva fatemplomai az Ukrajna Fatemplomai honlapon (ukránul)